# Netzwerkdurchsetzungsgesetz
Lire en ligne

(de) https://www.gesetze-im-internet.de/netzdg/index.html

La loi Netzwerkdurchsetzungsgesetz, ou NetzDG est une loi allemande destinée à sanctionner les fake news et contenus haineux sur les réseaux sociaux. La loi a été votée le 30 juin 2017 par le Bundestag et est entrée en application le 1er octobre 2017,. La période de transition laissée aux réseaux sociaux pour s'adapter à la nouvelle loi a expiré le 1er janvier 2018.

## Contenu
La loi oblige les réseaux sociaux à but lucratif à retirer dans les 24 h un contenu manifestement haineux après le signalement. Si le caractère illégal est moins évident, les réseaux disposent alors d'une semaine pour réagir. Le non-respect de ces délais expose les contrevenants à une amende pouvant aller jusqu'à 50 millions d’euros.